# Ovid Rogers Sellers
Ovid Rogers Sellers, ameriški biblicist in arheolog, * 12. avgust 1884, † 1975.
Sodeloval je pri odkritju kumranskih rokopisov.
1. ↑  SNAC — 2010.